# Конар-Сандал
Конар-Сандал — археологический памятник бронзового века, расположенный к югу от Джирофта в иранской провинции Керман.

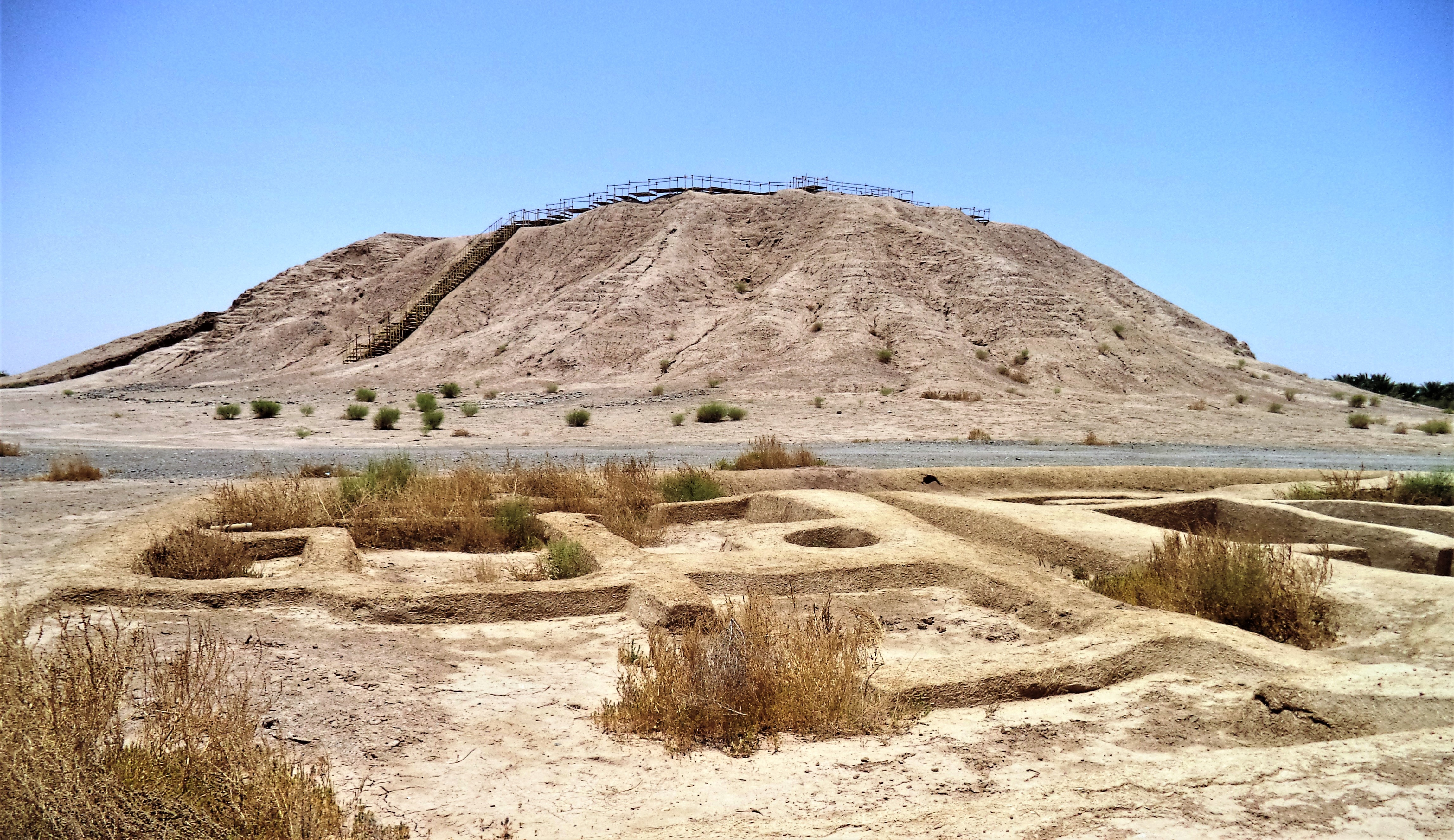
Конар-Сандал B

## Описание
Состоит из двух расположенных на удалении друг от друга теллей, именуемых условно Конар-Сандал A и B, высотой 13 и 21 метров соответственно. Под холмом Конар-Сандал B обнаружены руины двухэтажной цитадели с окнами, площадь основания которой составляет 13,5 гектаров.
Памятник связывается с гипотетической «Джирофтской культурой», предположительно существовавшей в 3 тыс. до н. э. Гипотеза о данной культуре была выдвинута на основании коллекции артефактов, конфискованных в 2001 у «чёрных копателей».
Юсуф Маджидзаде, руководивший раскопками памятника, относил его к «самостоятельной цивилизации бронзового века со своим языком и архитектурой», и отождествлял эту цивилизацию с царством Аратта из шумерской мифологии. Согласно другой гипотезе (её поддерживают, например, Даниэль Поттс, Пётр Штайнкеллер), раскопанный памятник — это упоминаемый в шумерских источниках город-государство Мархаши. Гипотезы Маджидзаде были встречены рецензентами со скептицизмом.
Американский археолог Мускарелла (Muscarella, 2004) отмечает, что по состоянию на август 2004 г. ещё не было опубликовано сообщений ни об одном из артефактов, найденных экспедицией Маджидзаде, которые можно было бы сравнить с различными артефактами, конфискованными в 2001 г. и опубликованными Маджидзаде в 2003 году.

## Изображения
(недоступная ссылка)
 (недоступная ссылка)
 (недоступная ссылка)
 (недоступная ссылка)